# Para-alumoidrocalcite
La para-alumoidrocalcite è un minerale.